# C/1911 O1 (Brooks)
C/1911 O1 (Brooks) ist ein Komet, der im Jahr 1911 mit dem bloßen Auge gesehen werden konnte. Er wird von einigen zu den „Großen Kometen“ gezählt.

## Entdeckung und Beobachtung
William Robert Brooks war einer der erfolgreichsten Kometensucher seiner Zeit. Seit 1883 hatte er bereits 20 Kometen visuell entdeckt, davon 17 als alleiniger Entdecker. Als er am späten Abend des 20. Juli 1911 (Ortszeit) in Geneva (New York) den Himmel mit seinem Teleskop absuchte, sollte er seinen 21. und letzten Kometen entdecken, der sich von allen „seinen“ Kometen zum Eindrucksvollsten entwickeln würde. Seine Helligkeit lag bei 10 mag und er war noch etwa 2,0 AE von der Sonne und 1,2 AE von der Erde entfernt.
Nach seiner Entdeckung bewegte sich der Komet am Himmel nord- und westwärts und wurde bald darauf immer besser am Abendhimmel sichtbar. Gegen Ende August konnte der Komet erstmals auch mit bloßem Auge beobachtet werden und im September blieb er die ganze Nacht mit einer Helligkeit von 4 mag als zirkumpolares Objekt sichtbar.
Ende September entfernt sich der Komet wieder von der Erde, näherte sich aber gleichzeitig noch der Sonne, so dass seine Helligkeit weiterhin rasch zunahm und Mitte Oktober in der Abenddämmerung einen Wert von 2 mag erreichte, während sich sein schmaler, blau-weißer Schweif mit 30° Länge über den Himmel erstreckte und einen Anblick bot, der dem des Halleyschen Kometen ein Jahr zuvor nur wenig nachstand.

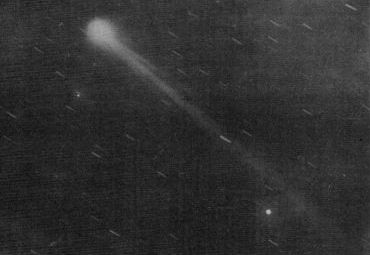
Komet Brooks am 29. September 1911

Mitte Oktober ging der Komet nördlich der Sonne vorbei und konnte für einige Zeit sowohl am Abend- als auch am Morgenhimmel gesehen werden. Zu dieser Zeit war zusammen mit dem Kometen Brooks auch der 2 Monate später entdeckte Komet C/1911 S3 (Beljawsky) tief am westlichen Himmel zu sehen. In der Abenddämmerung des 11. Oktober 1911 näherten die beiden Kometen sich einander bis auf etwa 20° Abstand an.
Anfang November erschien der Komet Brooks am Morgenhimmel noch mit 3 mag Helligkeit, konnte aber wegen seiner Bewegung nach Süden ab Ende des Monats nicht mehr von der Nordhalbkugel gesehen werden. In Chile konnte er noch bis zum 31. Januar 1912 verfolgt werden. Die letzte Positionsbestimmung gelang am 27. Februar 1912 durch Enrique Chaudet am Observatorio Nacional in Argentinien bei 11 mag.
Der Komet erreichte eine maximale Helligkeit von 2 mag.

## Wissenschaftliche Auswertung
Basierend auf der ersten Berechnung einer elliptischen Umlaufbahn für den Kometen durch E. Kühne aus dem Jahr 1913, verbesserten George Van Biesbroeck, Carl D. Vesely und Brian Marsden die Berechnung in einer Untersuchung von 1976. Sie berechneten auch Werte für die ursprüngliche und zukünftige Bahn des Kometen.
Marsden, Zdenek Sekanina und Edgar Everhart konnten diese Werte 1978 noch einmal überarbeiten und fanden für die ursprüngliche Bahn des Kometen vor dem Durchlaufen des inneren Sonnensystems eine Große Halbachse von etwa 159 AE. Für die zukünftige Bahn wurde eine Große Halbachse von etwa 154 AE berechnet.

## Umlaufbahn
Für den Kometen konnte von Biesbroeck, Vesely und Marsden aus 619 Beobachtungen über 221 Tage eine elliptische Umlaufbahn bestimmt werden, die um rund 34° gegen die Ekliptik geneigt ist. Die Bahn des Kometen liegt damit leicht schräg gestellt zu den Bahnebenen der Planeten. Im sonnennächsten Punkt der Bahn (Perihel), den der Komet am 28. Oktober 1911 durchlaufen hat, befand er sich mit etwa 73,2 Mio. km Sonnenabstand im Bereich zwischen den Umlaufbahnen von Merkur und Venus. Bereits am 18. September hatte er mit etwa 77,0 Mio. km (0,51 AE) die größte Annäherung an die Erde erreicht. Am 2. Oktober war der Komet noch in etwa 146,4 Mio. km Abstand am Mars vorbeigegangen und am 21. Oktober passierte er die Venus in einer Distanz von etwa 59,0 Mio. km.
Nach den Bahnelementen von Biesbroeck, Vesely und Marsden und ohne Berücksichtigung nicht-gravitativer Kräfte auf den Kometen hatte seine Bahn vor seiner Passage des inneren Sonnensystems noch eine Exzentrizität von etwa 0,99692 und eine Große Halbachse von etwa 159 AE, so dass seine Umlaufzeit bei 2006 Jahren lag. Er könnte somit in der Antike bereits um das Jahr −95 (Unsicherheit ±2 a) erschienen sein.
Durch die Anziehungskraft der Planeten, insbesondere bei Vorbeigängen am Uranus im Februar 1906 in etwa 4 ⅓ AE, am Jupiter im August 1911 in etwa 5 ¾ AE und am Saturn im Oktober 2011 in etwa 8 ⅔ AE Abstand, insbesondere aber durch einen weiteren nahen Vorbeigang am Jupiter im Juli 1912 in etwa 3 ⅓ AE Distanz, wurde seine Bahnexzentrizität auf etwa 0,99680 und seine Große Halbachse auf etwa 154 AE verringert, so dass sich seine Umlaufzeit auf etwa 1905 Jahre verkürzt. Wenn er um das Jahr 2862 den sonnenfernsten Punkt (Aphel) seiner Bahn erreicht, wird er etwa 45,9 Mrd. km von der Sonne entfernt sein, fast 307-mal so weit wie die Erde und 10-mal so weit wie Neptun. Seine Bahngeschwindigkeit im Aphel beträgt nur etwa 0,10 km/s. Der nächste Periheldurchgang des Kometen könnte möglicherweise um das Jahr 3816 (Unsicherheit ±2 a) stattfinden.